# Neil Rackers
(en) Statistiques sur pro-football-reference
Neil Rackers, né le 16 août 1976 à Saint-Louis dans l'État du Missouri, est un joueur américain professionnel de football américain qui a évolué pendant  treize saisons au poste de kicker dans la National Football League (NFL).
Durant sa carrière, il joue pour les Bengals de Cincinnati (2000-2002), les Cardinals de l'Arizona (2003-2009), les Texans de Houston (2010-2011) et les Redskins de Washington (2012).
Il détient deux records de la NFL  soit celui du plus grand nombre de field goals d'au moins 50 yards en un quart temps (2) et celui du plus grand nombre de field goal d'au moins 50 yards en un match (3, à égalité avec Morten Andersen).

## Biographie

### Carrière universitaire
Étudiant à l'université de l'Illinois, il joue avec le Fighting Illini de l'Illinois dans la NCAA Division I FBS.

### Carrière professionnelle
Il est sélectionné 169e choix global lors 6e tour de la draft 2000 de la NFL par la franchise des Bengals de Cincinnati. Rackers fait ses débuts dans la NFL lors de la 1re semaine le 20 septembre 2000 (défaite 24-7 contre les Browns de Cleveland), réussissant un point de conversion et ratant un field goal.
En 2005, il est sélectionné pour son premier Pro Bowl en carrière. Il est libéré en 2010 par les Cardinals de l'Arizona à la suite de l'engagement de Jay Feely (en).

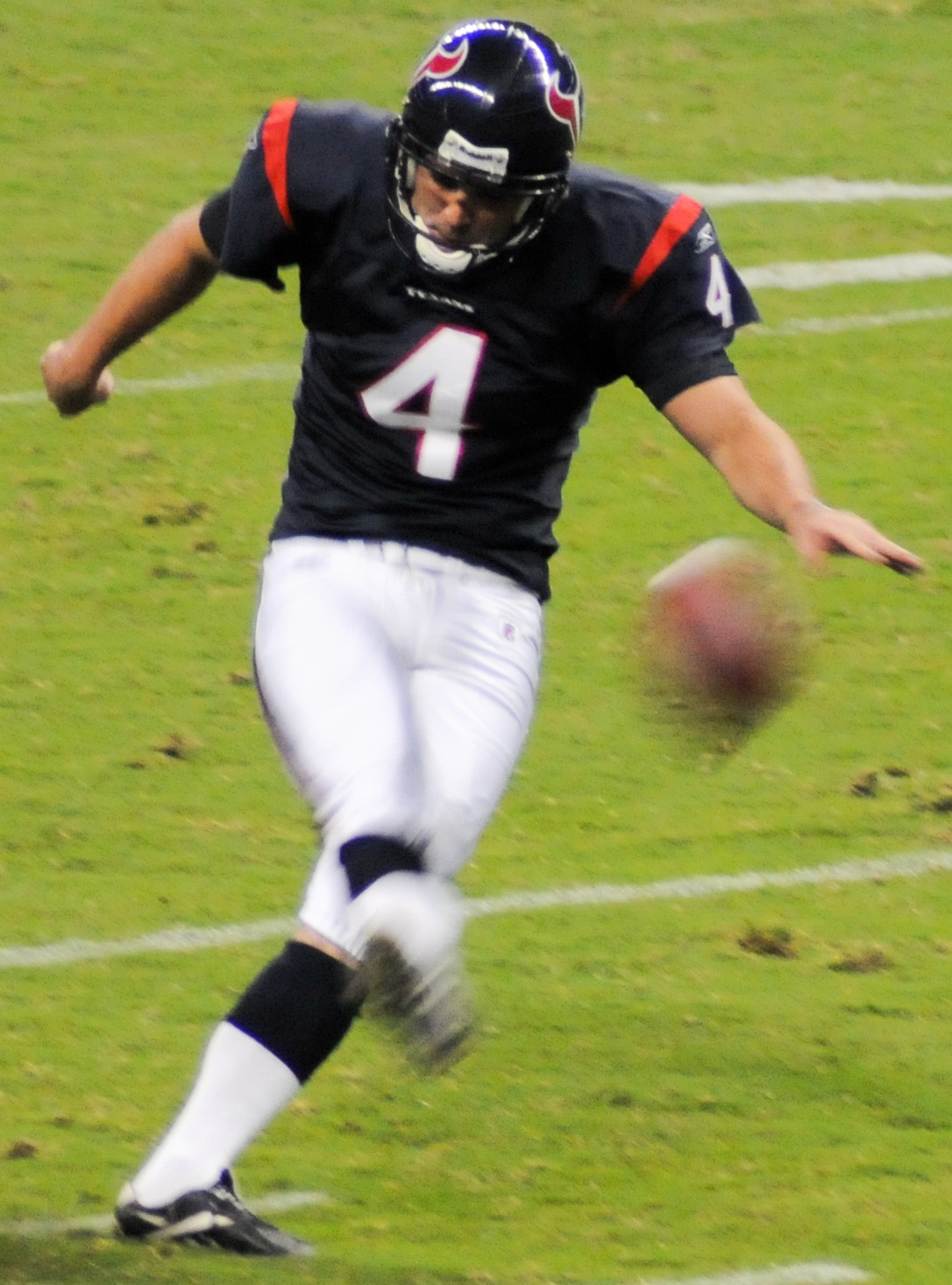
Neil Rackers avec les Texans de Houston lors d'un match d'avant-saison en 2010.

Rackers signe un contrat de deux ans avec les Texans de Houston le 5 avril 2010.
Le 24 avril 2012, il signe un contrat d'un an avec les Redskins de Washington où il entre en concurrence avec Graham Gano pour un poste de titulaire. Il est finalement libéré par les Redskins le 27 août.